# Schenkeliella spinosa
Schenkeliella spinosa là một loài nhện trong họ Tetragnathidae. Chúng được Octavius Pickard-Cambridge miêu tả năm 1870. Chúng là loài đặc hữu của Sri Lanka.